# FFRIK! festival
FFRIK! festival (skraćeno od Festival FRankofonog Internacionalnog Kazališta) je bivši godišnji festival koji se održavao u Zagrebu od 2004. do 2008. godine.
Cilj je festivala približavanje frankofonih kultura putem izvedbenih umjetnosti. Festival svake godine ima tematsku odrednicu, a od 2006. nije žanrovski određen. 
 Ujedno je i jedini i najveći festival ovakve vrste izvan Francuske. 
Dosad je ugostio umjetnike i kazališne družine iz 12 afričkih zemalja, Japana, Koreje, Kine, Rumunjske, Francuske, Slovenije, Mađarske, s Korzike i Hrvatske.

## Tematske odrednice
- 2004.: nema tematske odrednice. Praksa tematskih odrednica započela je s drugim izdanjem festivala.
- 2005.: kulturna raznolikost kroz pojam tolerancije
- 2006.: kulturni dijalog
- 2007.: tako daleko, tako blizu
- 2008: identitet pojedinca kao kulturni identitet

## Vanjske poveznice
FFRIK! - službene stranice